# Ásotthalom
Ásotthalom is een plaats (község) en gemeente in het Hongaarse comitaat Csongrád. Ásotthalom telt 4191 inwoners (2001).
In 1778 werd de omgeving voor het eerst aangeduid als Ásotthalom. Vanaf het midden van de 19e eeuw ontwikkelde zich een dorpscentrum, de zandverstuivingen werden gestopt en de landbouw ontwikkelde zich.
In 2013 werd een grensovergang geopend richting Servië die voor het lokale grensverkeer dient en tot 's avonds 19.00 uur geopend is.